# Golem

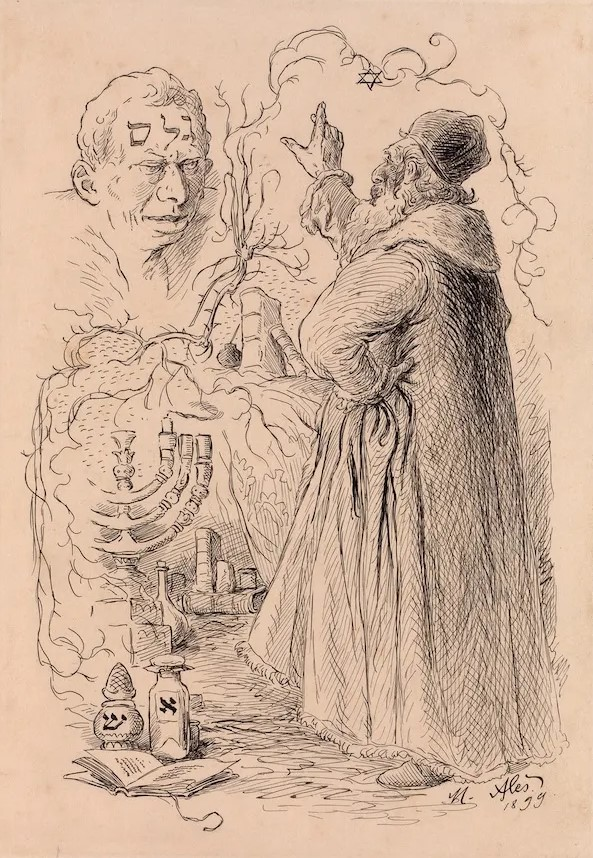
Rabbinen Loew och Golem.

Inom judisk folktro är golem (גולם) en antropomorfisk varelse, skapad av människan av dött material. Begreppet har använts på olika sätt om amorfa, oformliga material i psalmer och medeltida skrifter. Den mest kända berättelsen handlar om hur rabbinen Judah Loew ben Bezalel på sent 1500-tal i Prag skapade en golem av lera. 

## Etymologi
I Psaltaren 139:16 i Bibeln förekommer ordet גלמי, som på jiddisch uttalas goylem, och refererar till ett embryotillstånd, ett råmaterial eller en ofärdig substans. I Mishna används termen om en okultiverad person. På liknande sätt används begreppet idag ofta som en metafor för en obetänksam slusk eller en person som står under någons kontroll. I jiddisch-slang är golem en förolämpning för någon som är klumpig och trög.

## Legenden om Rabbi Loew och Golem
Enligt legenden skapade Rabbi Loew den konstgjorda människan – Golem – år 5340 i den judiska kalendern, vilket motsvarar år 1580.
Han skapade Golem av lera vid Moldaus strand och lade i hans mun en shem, en formel som gjorde lerfiguren levande. 
I en annan version skrev han det hebreiska ordet Emet ("sanning") i lerfigurens panna för att denna skulle bli levande, och för att återgå till en livlös lerfigur suddade han bort den första bokstaven så endast Met ("död") stod kvar. 
Golem fick namnet Josele och arbetade som tjänare i Rabbi Loews hus. Han sägs ha varit snäll, lite tafatt men tjänstvillig, men han talade inte. Varje sabbat plockade Rabbi Loew ut Golems "shem" och Golem blev livlös. En dag glömde dock Rabbi Loew att avlägsna "shemen", och Golem började löpa amok i den judiska staden. Han förstörde allt i sin väg med sin övernaturliga styrka tills Rabbi Loew hann komma springande från synagogan och ta ut "shemen". Då bestämde sig Rabbi Loew att aldrig mer ge liv åt Golem igen. Den döda kroppen lades på vinden i den Gammal-nya synagogan, där den lär ligga kvar än idag. 
Mannen som skapade Golem, Rabbi Loew, fanns i verkligheten. Han var en lärd judisk mystiker som levde under 1500-talet. Berättelserna om honom nedtecknades omkring 200 år efter hans död.